# Campionati europei di atletica leggera 1934 - 110 metri ostacoli
I 110 metri ostacoli maschili ai campionati europei di atletica leggera 1934 si sono svolti tra il 7 ed il 8 settembre 1934.

## Podio
| Oro     | József Kovács Ungheria      |
| Argento | Erwin Wegner Germania       |
| Bronzo  | Holger Albrechtsen Norvegia |

## Risultati

### 1º turno
Passano alle semifinali i primi tre atleti di ogni batteria (Q).

#### Batteria 1
| Posizione | Nome           | Nazionalità | Tempo | Note |
| --------- | -------------- | ----------- | ----- | ---- |
| 1         | József Kovács  | Ungheria    | 15"2  | Q    |
| 2         | Erwin Wegner   | Germania    | 15"4  | Q    |
| 3         | Ivo Buratovic  | Jugoslavia  | 15"6  | Q    |
| 4         | Paul Mathiotte | Francia     | 15"8  |      |

#### Batteria 2
| Posizione | Nome            | Nazionalità | Tempo | Note |
| --------- | --------------- | ----------- | ----- | ---- |
| 1         | Gianni Caldana  | Italia      | 15"1  | Q    |
| 2         | Ernst Leitner   | Austria     | 15"2  | Q    |
| 3         | Sten Pettersson | Svezia      | 15"3  | Q    |
| 4         | Pierre Bernard  | Francia     | 15"7  |      |

#### Batteria 3
| Posizione | Nome              | Nazionalità    | Tempo | Note |
| --------- | ----------------- | -------------- | ----- | ---- |
| 1         | Christos Mantikas | Grecia         | 15"1  | Q    |
| 2         | Corrado Valle     | Italia         | 15"1  | Q    |
| 3         | Willem Kaan       | Paesi Bassi    | 15"1  | Q    |
| 4         | Willi Welscher    | Germania       | 15"4  |      |
| 5         | Ludvík Kománek    | Cecoslovacchia | 15"4  |      |

#### Batteria 4
| Posizione | Nome               | Nazionalità | Tempo | Note |
| --------- | ------------------ | ----------- | ----- | ---- |
| 1         | Holger Albrechtsen | Norvegia    | 15"8  | Q    |
| 2         | Vladas Komaras     | Lituania    | 16"6  | Q    |
| 3         | Johann Langmayr    | Austria     | 27"3  | Q    |
|           | Bengt Sjöstedt     | Finlandia   | dnf   |      |

### Semifinali
Passano alla finale i primi tre atleti di ogni batteria (Q).

#### Semifinale 1
| Posizione | Nome            | Nazionalità | Tempo        | Note |
| --------- | --------------- | ----------- | ------------ | ---- |
| 1         | József Kovács   | Ungheria    | 14"8         | Q    |
| 2         | Willem Kaan     | Paesi Bassi | 14"9         | Q    |
| 3         | Ernst Leitner   | Austria     | 15"0         | Q    |
| 4         | Sten Pettersson | Svezia      | 15"1         |      |
| 5         | Vladas Komaras  | Lituania    | Nessun tempo |      |
|           | Gianni Caldana  | Italia      | dnf          |      |

#### Semifinale 2
| Posizione | Nome               | Nazionalità | Tempo | Note |
| --------- | ------------------ | ----------- | ----- | ---- |
| 1         | Erwin Wegner       | Germania    | 14"9  | Q    |
| 2         | Corrado Valle      | Italia      | 15"0  | Q    |
| 3         | Holger Albrechtsen | Norvegia    | 15"1  | Q    |
| 4         | Ivo Buratovic      | Jugoslavia  | 15"1  |      |
| 5         | Christos Mantikas  | Grecia      | 15"1  |      |
|           | Johann Langmayr    | Austria     | 30"0  |      |

### Finale
| Pos.    | Nome               | Nazionalità | Tempo | Note |
| ------- | ------------------ | ----------- | ----- | ---- |
| Oro     | József Kovács      | Ungheria    | 14"8  |      |
| Argento | Erwin Wegner       | Germania    | 14"9  |      |
| Bronzo  | Holger Albrechtsen | Norvegia    | 15"0  |      |
| 4       | Willem Kaan        | Paesi Bassi | 15"0  |      |
| 5       | Corrado Valle      | Italia      | 15"1  |      |
|         | Ernst Leitner      | Austria     | dq    |      |